# Chiapas-Brücke
Die Chiapas-Brücke ist eine Straßenbrücke im mexikanischen Bundesstaat Chiapas. Sie wurde im Dezember 2003 eröffnet und überspannt den Nezahualcóyotl-Stausee, auch Malpaso genannt, in Südmexiko. Die Brücke wurde als Balkenbrücke konstruiert, wobei die Brückentafel und die Pfeiler aus Stahl und die Pfähle aus Stahlbeton gefertigt wurden. Beim Bau kam das Taktschiebeverfahren mit temporärer Abspannung zum Einsatz. Das Bauwerk ist ein Teil des Straßenabschnittes zwischen Las Choapas und  Ocozocoautla de Espinosa, die Verlängerung der Mexikanischen Highway 180D. Diese Straße verbindet die Städte Cosolealecaque und Tuxtla Gutiérrez. Die Brücke verkürzt den Weg zwischen Mexiko-Stadt und Chiapas um ungefähr 100 Kilometer und 3 Stunden Fahrzeit.

## Technische Informationen
Die Chiapas-Brücke hat eine Länge von 1.208 Metern und ist 10 Meter breit. Auf der Brücke befinden sich zwei Fahrspuren.
- Länge: 1208 m[1]
- Breite: 10 m[1]
- Feldweiten: 92 m - 152 m - 5 × 168 m - 124 m[1]
- Pfeilerhöhe: maximal ca. 80 m[1]
- Brückentafel:
  - Balkenhöhe: 5,5 m[1]
  - Balkenbreite: 10 m[1]

## Beteiligte
- Bauherr: Secretaría de Comunicaciones y Transportes[1]
- Entwurf: Triada Diseño, Gerencia y Construcción[1]
- Bauausführung: Ingenieros Civiles Asociados[1]
- Lager: Freyssinet International[1]
- Fahrbahnübergänge: Freyssinet International[1]
- Verschub: Freyssinet International[1]